# Бородицкая, Лера
Лера Бородицкая или Бородицки (Валерия Романовна Бородицкая, англ. Lera Boroditsky (род. 7 мая 1976, Минск, Белорусская ССР) — американский психолингвист, специалист по когнитивной науке, профессор, исследовательница в области языка и познания. Одна из соавторов теории лингвистической относительности. Журнал Utne Reader назвал её в числе 25 людей, чьи идеи изменили мир.

## Биография
Родилась в Белоруссии в еврейской семье, которая эмигрировала в США в 1988 году. Получила степень бакалавра в области когнитивной науки в Северо-Западном университете в Эванстоне, Иллинойс. Затем поступила в аспирантуру в Стэнфордском университете, где получила степень доктора философии в области когнитивной психологии. Вела исследования под научным руководством Гордона Боуэра. Позднее там же в Стэнфорде была доцентом (assistant professor) кафедры психологии, философии и лингвистики. В настоящее время она является адъюнкт-профессором (associate professor) когнитивных наук в университете Калифорнии в Сан-Диего.
Её исследования позволили по-новому взглянуть на спорный вопрос, влияет ли язык, на котором мы говорим, на наше мышление (теория лингвистической относительности). Она опирается на убедительные примеры кросс-языковых различий в мышлении и восприятии, которые вытекают из синтаксических или лексических различий между языками. Так, в английском языке разница между словами «чашка» (cup) и «стакан» (glass) основывается на материале, из которого сделан предмет, в то время как в русском разница определяется формой предмета. Её доклады и лекции повлияли на исследования в психологии, философии и лингвистике; в них приводились доказательства и факты в противовес распространённому убеждению, что человеческое восприятие является в значительной степени универсальным и не зависит от языка и культуры.
Помимо научной работы, Бородицкая также читает научно-популярные лекции для широкой публики, её работы освещаются в новостях и СМИ.

## Публикации
- Thibodeau PH, Boroditsky L (2015) Measuring Effects of Metaphor in a Dynamic Opinion Landscape. PLoS ONE 10(7): e0133939. doi: 10.1371/journal.pone.0133939
- Thibodeau PH, Boroditsky L (2013) Natural Language Metaphors Covertly Influence Reasoning. PLoS ONE 8(1): e52961. doi: 10.1371/journal.pone.0052961
- Boroditsky, L. (2003), Linguistic relativity, in Nadel, L. (ed.), Encyclopedia of cognitive science, London: Macmillan, pp. 917–922

- Boroditsky, L. & Ramscar, M. (2002). The roles of body and mind in abstract thought. Psychological Science, 13(2), 185—188.
- Boroditsky, L. (2001). Does language shape thought? English and Mandarin speakers' conceptions of time. Cognitive Psychology, 43(1), 1-22.
- Boroditsky, L. (2000). Metaphoric Structuring: Understanding time through spatial metaphors. Cognition, 75(1), 1-28.